# J. P. Nagar
Jayaprakash Narayan Nagara, popularmente conhecido como JP Nagar, é uma área residencial elegante localizada no sul da conurbação de Bangalore, na Índia que leva o nome do proeminente líder indiano Jayaprakash Narayan . Ele está localizado próximo a áreas residenciais nobres, como Jayanagar, Banashankari, Bannerghatta Road e BTM Layout .
A localidade em South Bangalore começou puramente como uma área residencial, mas gradualmente se transformou em uma área cosmopolita com oportunidade para projetos residenciais e comerciais. Essa transformação foi o resultado do boom de faculdades e indústrias de TI sendo estabelecidas nas proximidades. Anteriormente, tinha bangalôs e casas independentes, mas o boom da TI no final dos anos 1990 converteu-o em uma área semicomercial.
Ele está localizado entre a estrada Bannerghatta e a estrada Kanakapura.
JP Nagar contém alguns lagos famosos, como o lago Sarakki, lago Puttenahalli (JP Nagar), lago Jaraganahalli, lago Chunchugatta, lago Konanakunte, lago Avalahalli, lago Krishna Nagar e assim por diante. Com o passar dos anos, devido à grande urbanização, alguns desses lagos encolheram e ficaram poluídos e alguns lagos, como o Lago Jaraganahalli, foram totalmente invadidos por entidades privadas. Mais tarde, muitos projetos de conservação de lagos foram iniciados para salvá-los. Por exemplo, o lago Puttenahalli.
Foi desenvolvido em duas etapas. JP Nagar 1 r através de 6 fases th. Ele foi chamado de layout Sarakki quando formado, mais tarde renomeado para JP Nagara. Veio mais tarde, JP Nagar 7º através 9º fases.
Agora, JP Nagar tem conectividade de metrô em uma extremidade em direção a Sarakki na estrada Kanakapura. As obras do metrô começaram na estrada Bannerghatta em 2018.
JP Nagar é o lar de muitas personalidades famosas. As atrizes Kannada Sumalatha, Tara, o ex-ministro-chefe de Karnataka HD Kumaraswamy, o escritor e pensador Baraguru Ramachandrappa são residentes desta localidade.

## Instituições
Ranga Shankara é um dos mais conhecidos teatros de Bangalore que está localizado na 2ª Fase JP Nagar.